# Phaonia xingxianensis
Phaonia xingxianensis este o specie de muște din genul Phaonia, familia Muscidae, descrisă de Ma și Wang în anul 1985. Conform Catalogue of Life specia Phaonia xingxianensis nu are subspecii cunoscute.